# Уфимец (баскетбольный клуб)
«Уфимец» — российский мужской баскетбольный клуб из Уфы. Выступает в Студенческой лиге РЖД.

## История
Команда создана в сентябре 2012 года на основе воспитанников спортивных школ республики. «Уфимец» дебютировал в Первенстве России среди мужских команд Уральско-Приволжского федеральных округов Первой лиги 1 ноября 2014 года с командой «BRG-basket» (г. Березовский) — на тот момент действующим чемпионом турнира. В первом же матче башкирский коллектив одержал уверенную победу со счётом 92:76.
Сезон 2014/2015 для команды был экспериментальным, клуб занял 3 место в Первенстве России Уральско и Приволжского федеральных округов.
В сентябре 2015 года в Уфе команда одержала победу в первом домашнем предсезонном турнире — Кубке Альберта Мифтахова, а 27 сентября завоевала Кубок Урала, прошедший в городе Берёзовский Свердловской области. В регулярном чемпионате Уральского, Приволжского, Сибирского федеральных округов команд Высшей Лиги сезона 2015/2016 «Уфимец» одержал победы во всех 20 матчах.
В сезоне 2016/2017 «Уфимец» дебютировал в Суперлиге-3 дивизион и занял 5 место. В Кубке России команда дошла до стадии 1/8 финала.
В сезоне 2017/2018 команда приняла участие в Суперлиге-2 дивизион и заняла 4 место среди 14 команд.
В сезоне 2018/2019 «Уфимец» впервые в истории башкирского баскетбола стал победителем чемпионата Суперлиге-2 дивизион. Команда досрочно стала чемпионом за 4 матча до конца соревнований.
В сезоне 2019/2020 команда дебютировала в Суперлиге-1 дивизион. В «Уфимце» выступали Максим Кондаков, Никита Зверев и Виталий Ионов. Дебютировал в качестве главного тренера воспитанник башкирского баскетбола Дмитрий Иванов. Обновленный «Уфимец» добрался до стадии 1/8 финала Кубка России, сотворив в 1/16 финала главную сенсацию — был повержен фаворит турнира «Спартак-Приморье». В Суперлиге-1 уфимцы одержали 10 побед и заняли 11 строчку в таблице. Сезон в Суперлиге-1 был завершен досрочно из-за пандемии коронавирусной инфекции.
Одним из самых ярких событий сезона 2019/2020 стал баскетбольный уикенд в «Уфа-Арене». Посмотреть матч «Уфимца» с ЦСКА-2 пришли 4000 болельщиков. В этом матче башкирский клуб одержал победу — 74:70.
В сезоне 2020/2021 «Уфимец» продолжил выступление в Суперлиге-1. В межсезонье клуб переехал из зала аграрного университета в Центр спортивной подготовки с вместимостью 1800 человек по адресу г. Уфа, просп. Дружбы Народов, 47.
Ко второму сезону в Суперлиге-1 «Уфимец» сохранил костяк команды из 7 основных игроков. В Уфе продолжили выступать капитан Артем Исаков, Михаил Каутин, Глеб Герасименко, Никита Зверев, Борис Назмутдионов, Виталий Ионов и Евгений Борисюк. Покинули башкирский клуб Максим Кондаков, Илья Подобедов, Константин Новиков, Сергей Харитонов и Анатолий Гузиков. Пополнили состав — Иван Русецкий, Ярослав Венников и Иван Аладко. Состав команды пополнил Александр Жигулин, который 5 лет провёл в Испании в системе «Барселоны», выступал столько же лет в Единой лиге ВТБ, игрок национальной сборной Казахстана.
В декабре 2020 года клуб «Уфимец» и делегация Турецкой республики подписали меморандум о совместном развитии баскетбола.

## «Уфимец-юниор»
В августе 2019 года в системе баскетбольного клуба «Уфимец» была создана команда детско-юношеской баскетбольной лиги «Уфимец-юниор». Тренером команды назначен Александр Осокин.

## Достижения
Суперлига-2 дивизион
- Чемпион: 2018/2019

## Главные тренеры
- 2014—2019  Руслан Боков
- 2019—2021  Дмитрий Иванов[13]
- 2021—2022  Эдуард Рауд[14]
- 2022—н.в.  Евгений Угрюмов[15]

## Маскот
Маскотом клуба является башкирская пчела. Талисман команды появился в октябре 2017 года, присутствует вместе с командой на домашних играх и мастер-классах для школьников и студентов. 